# Lydia Jacoby
Lydia Alice Jacoby (Anchorage, 29 de febrero de 2004) es una deportista estadounidense que compite en natación, especialista en el estilo braza.
Participó en los Juegos Olímpicos de Tokio 2020, obteniendo dos medallas, oro en la prueba de 100 m braza y plata en 4 × 100 m estilos.
Ganó una medalla de bronce en el Campeonato Mundial de Natación de 2023 y una medalla de plata en el Campeonato Mundial de Natación en Piscina Corta de 2021.

## Palmarés internacional
| Juegos Olímpicos                    | Juegos Olímpicos | Juegos Olímpicos  | Juegos Olímpicos  |
| Año                                 | Lugar            | Medalla           | Prueba            |
| ----------------------------------- | ---------------- | ----------------- | ----------------- |
| 2020                                | Tokio (Japón)    | Medalla de oro    | 100 m braza       |
| 2020                                | Tokio (Japón)    | Medalla de plata  | 4 × 100 m estilos |
| Campeonato Mundial                  |                  |                   |                   |
| Año                                 | Lugar            | Medalla           | Prueba            |
| 2023                                | Fukuoka (Japón)  | Medalla de bronce | 100 m braza       |
| Campeonato Mundial en Piscina Corta |                  |                   |                   |
| Año                                 | Lugar            | Medalla           | Prueba            |
| 2021                                | Abu Dabi (EAU)   | Medalla de plata  | 4 × 50 m estilos  |